# Моховинка
Моховинка (Sagina) — рід, що складається з 37 видів квіткових рослин родини гвоздикових (Caryophyllaceae). Це квітучі трав'янисті рослини, що проживають у помірних і тропічних гірських регіонах Євразії, Північній Америці, Південній Америці, Африці, Австралії.
В Україні ростуть: моховинка безпелюсткова (Sagina apetala), моховинка вузлувата (Sagina nodosa), моховинка лежача (Sagina procumbens), моховинка скельна (Sagina saginoides).

## Біоморфологічна характеристика
Це невеликі однорічні, дворічні або багаторічні трав'янисті рослини, що виростають до 5–15 см. Стрижневе коріння тонке. Стебла лежачі або висхідні, тонкі, прості або гіллясті, від округлих до кутастих. Листя супротивне або частіше зібране в щільні кільчасті кластери й ± зрощене, вузьке, просте, лінійне, зазвичай 5–20 мм завдовжки; кінчик листка може бути колючим; пластинка гола або війчаста по краю; прилистки відсутні. Квітки на квітконіжці, двостатеві, поодинокі або в невеликих верхівкових або пазушних суцвіттях, з 4–5(6) зеленими або іноді пурпуруватими (у S. nivalis, S. decumbens), вільними при основі, тупими або рідко загостреними, 1–5.5 мм чашолистками й такою ж кількістю білих пелюсток (іноді відсутні), край цільний, рідко злегка виїмчастий; розмір пелюсток відносно розміру чашолистка корисний для ідентифікації виду. Тичинок 4–10. Плід — невелика, від яйцеподібної до кулястої коробочка; коробочка відкривається до основи 4–5 клапанами; плодолистки тупі. Насіння численне, дрібне (0.2–05 мм), округле, ниркоподібне, горбкувате або гладке, від світло-коричневого до темно- або червонувато-коричневого кольору. Період цвітіння зазвичай короткий. Запилення відбувається комахами або самозапиленням.

## Використання
Деякі види культивуються як декоративні рослини в альпінаріях, наприклад, S. glabra S. × media, S. nivalis. Sagina maxima і S. japonica мають медичне використання. Листя S. japonica можна вживати в їжу приготовленим.

## Види
До роду належить приблизно 37 видів згідно з Plants of the World Online:
1. Sagina abyssinica Hochst. ex A. Rich.
2. Sagina afroalpina Hedberg
3. Sagina apetala Ard.
4. Sagina belonophylla Mattf.
5. Sagina brachysepala Chiov.
6. Sagina caespitosa Lange
7. Sagina chilensis Naudin
8. Sagina decumbens (Elliott) Torr. & A.Gray
9. Sagina diemensis L.G.Adams
10. Sagina diffusa (Hook.f.) Timaná
11. Sagina donatioides F.Muell.
12. Sagina filicaulis Jord.
13. Sagina glabra (Willd.) Fenzl
14. Sagina hawaiensis Pax
15. Sagina hookeri Timaná
16. Sagina humifusa (Cambess.) Fenzl ex Rohrbach in Martius
17. Sagina japonica (Sw.) Ohwi
18. Sagina libanotica Rech.f.
19. Sagina maritima G.Don
20. Sagina maxima A.Gray
21. Sagina merinoi Pau ex Merino
22. Sagina monticola Merr. & L.M.Perry
23. Sagina namadgi L.G.Adams
24. Sagina nilagirica A.Subram. & Maya
25. Sagina nivalis (Lindblad) Fr.
26. Sagina nodosa (L.) Fenzl
27. Sagina oxysepala Boiss.
28. Sagina papuana Warb.
29. Sagina pilifera (DC.) Fenzl
30. Sagina procumbens L.
31. Sagina purii R.D.Gaur
32. Sagina quinquevalvis Gilli
33. Sagina revelierei Jord. & Fourr.
34. Sagina rupestris R.T.A.Schouten ex K.Larsen
35. Sagina sabuletorum (J.Gay) Lange
36. Sagina saginoides (L.) H.Karst.
37. Sagina stridii Kit Tan, Zarkos & Christodoulou